# Colja Löffler
Colja Löffler (* 8. Mai 1989 in Lübeck, Deutschland) ist ein ehemaliger deutscher Handballspieler, der bei den Füchsen Berlin spielte. 

## Wirken
Löffler erlernte den Handballsport in seiner Heimatstadt Lübeck beim SC Buntekuh, für den seine Mutter in der Bundesliga spielte. Zwei Jahre später zog er nach Berlin und spielte fortan für die SG ASC/VfV Spandau. Neben dem Handball war Löffler auch zu dieser Zeit als Wildwasserkanute erfolgreich. Schließlich entschied er sich für den Handball und beendete den Kanusport.
Ab 2008 spielte Löffler für die Füchse Berlin in der ersten und zweiten Mannschaft am Kreis. 2014 gewann er mit den Füchsen den DHB-Pokal sowie 2015 den EHF Europa Pokal.
Nach seinem Realschulabschluss begann Colja Löffler eine Ausbildung zum Feinwerkmechaniker.
Aufgrund eines irreparablen Knorpelschadens in beiden Knien, den er sich im Sommer 2014 zuzog, beendet er seine Karriere mit Ablauf seines Vertrages im Juni 2016.

## Bundesligabilanz
| Saison    | Verein        | Spielklasse | Spiele | Tore | 7-Meter | Feldtore |
| --------- | ------------- | ----------- | ------ | ---- | ------- | -------- |
| 2008/09   | Füchse Berlin | Bundesliga  | 2      | 0    | 0       | 0        |
| 2009/10   | Füchse Berlin | Bundesliga  | 19     | 13   | 0       | 13       |
| 2010/11   | Füchse Berlin | Bundesliga  | 28     | 24   | 0       | 24       |
| 2011/12   | Füchse Berlin | Bundesliga  | 19     | 29   | 0       | 29       |
| 2012/13   | Füchse Berlin | Bundesliga  | 14     | 22   | 0       | 22       |
| 2013/14   | Füchse Berlin | Bundesliga  | 34     | 49   | 0       | 49       |
| 2008–2014 | gesamt        | Bundesliga  | 116    | 137  | 0       | 137      |